# Аиткенвале
Аиткенвале (енгл. Aitkenvale) је град у Квинсленду у Аустралији. Према подацима из 2016. године Олбни Крик има 4790 становника.